# Ötztalská ledovcová silnice
Ötztalská ledovcová silnice (německy Ötztaler Gletscherstraße) je vysokohorská silnice v Ötztalských Alpách ve spolkové zemi Tyrolsko v Rakousku. Silnice spojuje lyžařské areály na ledovci Tienfenbach a Rettenbach. 

## Popis
Silnice byla postavena v roce 1972 jako odbočka ze silnice Hochsölden. Je dlouhá 15 km a vede ze Söldenu údolím Rettenbach ke stejnojmennému ledovci Rettenbachferner, kde se stáčí na jih k nejvýše v Evropě položenému tunelu Rosi Mittermaier. Po projetí 1750 m dlouhého tunelu dosahuje silnice nejvyššího bodu 2 830 m n. m. a následně klesá k lyžařskému středisku u ledovce Tiefenbachferner. Silnice se dvěma pruhy je celoročně sjízdná pro všechna motorová vozidla, kola i pro pěší a jezdí zde veřejný autobus. Ze silnice jsou nádherné výhledy na okolní vrcholy hor. Provozovatelem je společnost Bergbahnen Sölden. Silnice je zpoplatněna.

## Data
Podle zdroje
- Průměrný sklon silnice: 11 %
- Maximální sklon: 13 %
- Nejvyšší bod silnice: 2830 m n. m. (2835 m n. m.[3])
- Vzdálenost z obce Sölden k ledovci Rettenbachferner: asi 13 km
- Vzdálenost  od ledovce Rettenbachferner k ledovci Tiefenbach je vzdálenost asi 3 km
- Výška parkoviště ledovce Rettenbach: 2675 m n. m.
- Výška parkoviště ledovce Tiejenbach: 2800 m n. m.